# Rosl Schwaiger
Rosa Schwaiger (* 5. September 1918 in Maria Alm, Land Salzburg; † 19. April 1970 in München) war eine österreichische Opernsängerin (Sopran).

## Leben
Nach ihrem ersten Musikunterricht durch den Vater, einem Organisten, nahm Rosl Schwaiger Klavier- und Gesangsunterricht am Mozarteum in Salzburg. 1940 gehörte sie dem Salzburger Landestheater an; hier hatte die Sängerin als „Königin der Nacht“ einen ihrer ersten ganz großen Erfolge. Folgend erhielt Rosl Schwaiger Engagements an der Volksoper Wien, am Theater Basel und in Bregenz sowie an der Wiener Staatsoper.
Bei den Salzburger Festspielen sang sie 1945 eine der Soubrettenrollen, die der Zofe Blonde, in Mozarts Die Entführung aus dem Serail, 1946 die Barbarina im Figaro und die Sophie in Der Rosenkavalier. Sie war eine der populärsten Sängerinnen der Festspiele in Salzburg Anfang/Mitte der 1950er Jahre.
1952 holte Intendant Rudolf Hartmann Rosl Schwaiger als „Erster Koloratursopran“ an die Bayerische Staatsoper in München, als auch an das Staatstheater am Gärtnerplatz. In den beiden letztgenannten Theatern waren ihre Partner u. a. Harry Friedauer, Marianne Schech, Erika Köth, Martha Kunig-Rinach und Sari Barabas. Unvergessen ist sie für das Münchener Publikum (und weit darüber hinaus) insbesondere in zwei Rollen: als Papagena in der legendären Inszenierung der Oper Die Zauberflöte von 1956 unter der Leitung von Hans Knappertsbusch im Prinzregententheater in München sowie als Adina in Gaetano Donizettis Oper Der Liebestrank, zusammen mit ihrem Kollegen Benno Kusche, die 1957 im Theater am Gärtnerplatz auf dem Spielplan stand.
Gelegentlich sang Rosl Schwaiger auch Operette. So übernahm sie 1952 die weibliche Hauptrolle in der von Franz Marszalek geleiteten WDR-Produktion der Operette Die Geisha von Sidney Jones. 1966 sang Rosl Schwaiger, inzwischen zur Bayerischen Kammersängerin ernannt, die Partie der Maria bei der Uraufführung der „Salzburger Passion“ von Cesar Bresgen im Großen Festspielhaus von Salzburg.
1954 unternahm Rosl Schwaiger eine Tournee durch Nordamerika, auf der sie frenetisch gefeiert wurde. Drei Jahre später sang sie sehr erfolgreich bei den Festspielen von Glyndebourne das Blondchen in Die Entführung aus dem Serail, die Papagena in Die Zauberflöte und die Najade in Ariadne auf Naxos. 
Zwei Jahre vor ihrem Tod gab Rosl Schwaiger, bereits durch Krankheit geschwächt, noch Liederabende in Griechenland und in der Türkei. Sie starb im Alter von 52 Jahren an Leukämie und wurde in Maria Alm im Salzburger Land beigesetzt.

## Diskografie (Auswahl)
- Die Hochzeit des Figaro
- Tiefland
- Der Rosenkavalier
- Die Zauberflöte Label: Deutsche Grammophon
- Bach Label: Philips
- Der Bettelstudent Label: Archipel-Walhall